# Veybach zwischen Breitenbenden und Satzvey
Koordinaten: 50° 36′ 40″ N, 6° 41′ 45″ O

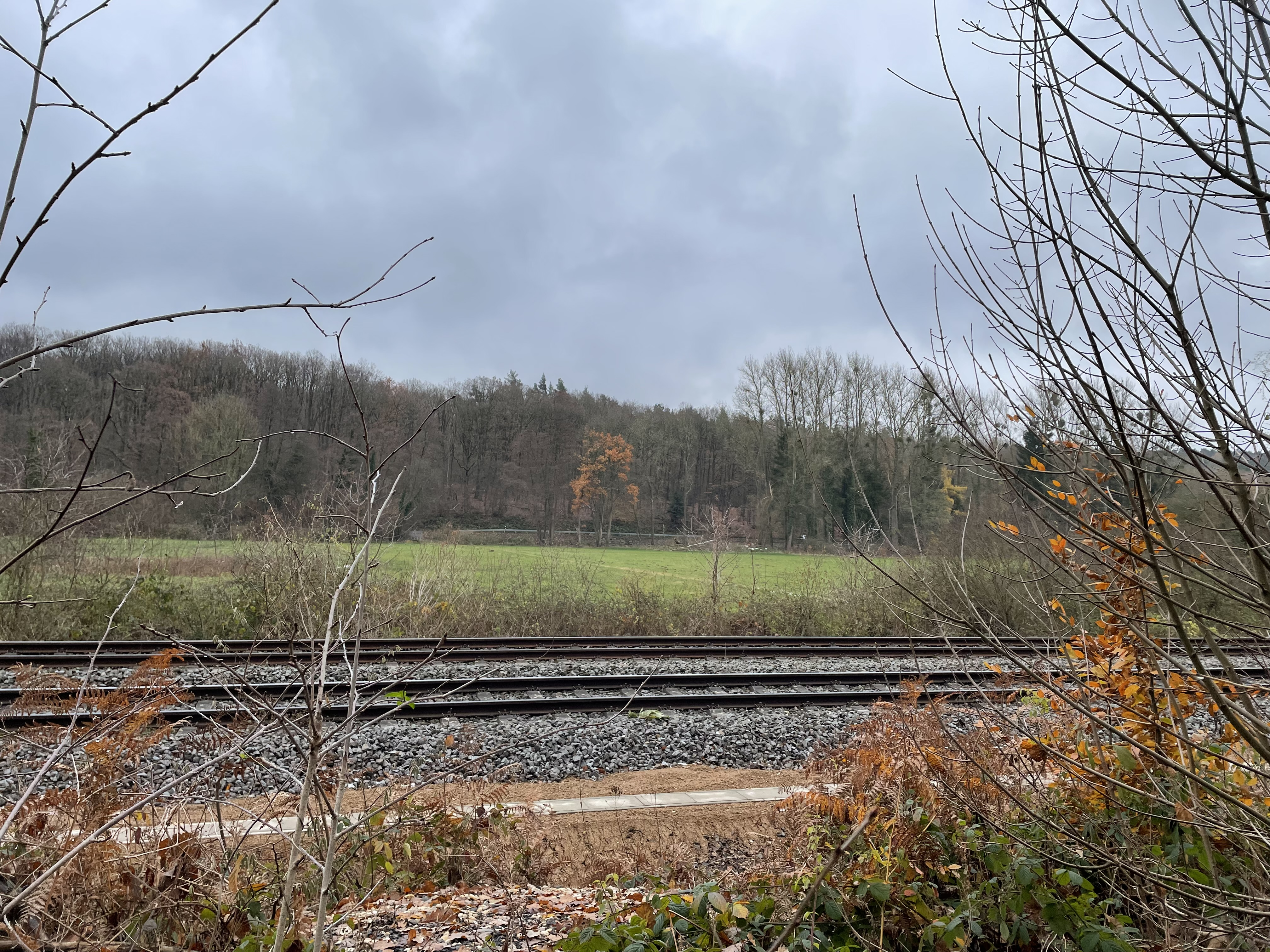
NSG Veybach zwischen Breitenbenden und Satzvey

Das Naturschutzgebiet Veybach zwischen Breitenbenden und Satzvey liegt auf dem Gebiet der Stadt Mechernich im Kreis Euskirchen in Nordrhein-Westfalen und wird vom Veybach durchflossen, einem Nebenfluss der Erft.
Das aus drei Teilflächen bestehende Gebiet erstreckt sich östlich und nordöstlich der Kernstadt Mechernich und südwestlich des Mechernicher Stadtteils Satzvey zu beiden Seiten der Landesstraße L 61. Östlich des Gebietes verläuft die A 1, westlich erstreckt sich das etwa 323,3 ha große Naturschutzgebiet Schavener Heide.

## Bedeutung
Das etwa 38,5 ha große Gebiet wurde im Jahr 1991 unter der Schlüsselnummer EU-040 unter Naturschutz gestellt. Schutzziele sind
- der Schutz und Erhalt von naturnahen Laubholzbeständen mit stehenden Kleingewässern als Lebensraum zahlreicher Tier- und Pflanzenarten,
- der Schutz und Erhalt eines naturnahen Baches mit Auwaldresten u. a. als Biotopverbundfläche und
- die Erhaltung und Entwicklung eines strukturreichen Talabschnittes mit breiter Aue, naturnahem Bach, artenreichem Feucht- und Nassgrünland, Auwaldresten und naturnahem Hangwald.[2]